# Wilhelm Schrader (Diplomat)
Wilhelm Schrader (* 10. September 1914 in Hohenhameln; † 2. Juli 2006 in Bonn) war ein deutscher Volkswirt und Diplomat.

## Leben
Schrader, Sohn eines Landwirts, leistete während des Zweiten Weltkriegs seinen Militärdienst als Oberstleutnant ab und geriet bei Kriegsende in Gefangenschaft, aus der er 1947/48 heimkehrte. 1949 holte Schrader das Abitur an einer Abendoberschule in Hannover nach und studierte von 1954 bis 1958 Jura und Volkswirtschaft an der Rheinischen Friedrich-Wilhelms-Universität Bonn. Nach dem Studium war Schrader im Auswärtigen Amt in Bonn tätig und bildete als Dozent den diplomatischen Nachwuchs aus.
Wilhelm Schrader war in erster Ehe mit Ilse Behne verheiratet, die 1946 an Typhus verstarb. 1954 heiratete er Ursula Gaddum, geboren am 3. Mai 1929 in Peine, die 1995 an Krebs starb. Beide Ehen blieben kinderlos.

## Wilhelm-Schrader-Stiftung
Nach dem Tod seiner zweiten Frau schuf Schrader 1997 mehrere Vermächtnisse, darunter mit der Wilhelm-Schrader-Stiftung eines für die Evangelische Kirche im Rheinland. Ziel dieser Stiftung ist es, das Ansehen der Evangelischen Kirche und des protestantischen Glaubens in der Öffentlichkeit zu fördern. Sie unterstützt satzungsgemäß Forschungs- und Schulprojekte sowie wissenschaftliche Studien zu Geschichte, Gegenwart und Zukunft der Evangelischen Kirche und Projekte im Bereich der Öffentlichkeitsarbeit, die das Ansehen der Evangelischen Kirche in besonderer Weise fördern oder gefördert haben.
Erster Preisträger war im Jahr 2008 das WDR-Internetportal Weltreligionen.